# Човек из лавиринта
Човек из лавиринта (итал. L’uomo del labirinto) je осми роман писца Доната Каризија кога је 2017. oбјавио Лонганези.
Ово је трећe поглавље у серији трилер романа у циклусу Мила Васкез, претходи му Владар из сенке (2013), а потом је уследила Игра шаптача (2018). Oва књига је објављена 4. децембра 2017.
Сам аутор је 2019. направио његову филмску адаптацију kojу је дистрибуирао Medusa Film, а међу тумачима су Тони Сервило, Дастин Хофман и Валентина Беле.

## Радња књиге
Ненормални топлотни талас само у ноћним часовима допушта рад, кретање, преживљавање. Усред једне ноћи, анонимни телефонски позив омогућава Саманти Андрети, која је нестала пре петнаест година, да изађе из мрака. Киднапована када је имала тринаест година, Сам, иако рањена и трауматизована, сада је изненада слободна. Поред ње, др Грин је необичан профилер који тражи "чудовишта" у умовима жртава. Чини се да се управо из Самантиних помешаних сећања (сурове ‘игре награда и казни’ којима ју је Бани подвргавао) откривају трагови који воде до хватања њеног тамничара: Човека из лавиринта. На трагу чудовишта је, међутим, и Бруно Геко вешти приватни детектив који се годинама крије иза aспекта харизматичног аматера, а кога је Самантина очајна породица годинама раније (по високој цени) унајмила. Самантин случај би могао бити последњи случај којим се Бруно бави, због смртне болести која му оставља још врло мало времена да поживи. Oн ће жртвовати преосталу снагу (а посредно и живот своје транссексуалне пријатељице Линде) да пронађе „Банија”, човека прерушеног у зеца, који деценијама одвлачи децу „у мрак”. Први трагови ће стићи из „Лимба”, мрачне канцеларије за нестале особе коју води Мила Васкез, али којом неколико недеља управља заменик Сајмон Бериш јер се њој не може ући у траг.

## Издања
- Донато Каризи, Човек из лавиринта, La Gaja scienza, Longanesi, 2017. ISBN 978-88-304-4827-8.
- Донато Каризи, Човек из лавиринта, TEA, Mилано, 2018.  978-88-502-5177-3
- Донато Каризи,Човек из лавиринта, роман, SuperPocket, Милано 2018.  978-88-6980-037-5
- Донато Каризи, Човек из лавиринта, роман, Longanesi, Милано 2019.  978-88-304-5370-8
- Донато Каризи, Човек из лавиринта, Gedi, Рим 2020.